# La Pola Vieya - La Pola del Pino
La Pola Vieya, o La Pola del Pino en castellano, es un pequeño pueblo fundado por Alfonso X a finales del siglo XIII, situado en el Concejo de Aller, en Asturias. Se encuentra a 602 metros sobre el nivel del mar. Este pequeño pueblo, POLA DEL PINO, fue la primera capital del concejo de Aller en el siglo XVI, para luego pasar a ser Collanzo (actualmente la capital es Cabañaquinta desde el año 1869). Este pueblo se divide en dos zonas la Norte (Otero) y la Sur (Quintana) y más casas y barrios separadas por la carretera AS-253 que se dirige al puerto de San Isidro. La Pola del Pino pertenece a la parroquia de El Pino, junto a 6 localidades más, de ahí el nombre, siendo conocida popularmente también como La Pola Vieya.

## Moyón de la Corralá
El famoso "Moyón de la Corralá", ubicado en la Plaza de la Corralá (Otero) es un bloque de arenisca cuya litología presenta características comunes con las de otros materiales pétreos empleados en distintos edificios y muros del pueblo, lo que indica el aprovechamiento sistemático de alguna afloración rocosa próxima. Mide cerca de 2 metros de alto. Son varias las teorías al respecto: un menhir prehistórico o un mojón de caminos medievales. en relación con la ubicación del Moyón hau un cantar que dice así:
Del Moyón de la Corralá
al metu del Ratero,
hey un pel.leyu de güé pinto 
chino de dinero. 

## Iglesia de San Esteban
Única iglesia en todo el pueblo. Situada en Otero al lado del centro social donde se reúnen los vecinos (antiguamente era una escuela). Se construyó en el siglo XIII. Siglos después fue muy reformada hasta llegar al aspecto que luce hoy en día.

## Piedra Reonda
La piedra reonda es una roca situada entre la Pola del Pino y el Pino, cerca de la carretera. Se cree que la original desapareció durante la Guerra civil o que fue usada para la construcción de una carretera.